# Хараламбос Ксантопулос
Хараламбос Ксантопулос (грец. Χαράλαμπος Ξανθόπουλος, нар. 29 серпня 1956, Салоніки) — грецький футболіст, що грав на позиції півзахисника, зокрема за «Іракліс», а також національну збірну Греції.

## Клубна кар'єра
У дорослому футболі дебютував 1974 року виступами за команду «Іракліс», в якій провів тринадцять сезонів, взявши участь у 271 матчі чемпіонату. Більшість часу, проведеного у складі «Іракліса», був основним гравцем команди. 1976 року виборов у її складі титул володаря Кубка Греції.
Завершив ігрову кар'єру в «Пієрікосі», за який виступав протягом 1987—1989 років.

## Виступи за збірну
1978 року дебютував в офіційних матчах у складі національної збірної Греції.
У складі збірної був учасником чемпіонату Європи 1980 року в Італії, де виходив на поле у двох іграх групового етапу, який грекам подолати не вдалося.
Загалом протягом восьмирічної кар'єри в національній команді провів у її формі 25 матчів.

## Титули і досягнення
- Володар Кубка Греції (1):

«Іракліс»: 1975-1976